# Carlo Lanza
Grof Carlo Lanza, italijanski general, senator in veleposlanik, * 1837, † 1918.
V letih 1892-1906 je bil veleposlanik Italije v Berlinu; od leta 1898 pa je bil tudi senator.